# Largo al factotum
Largo al factotum è la cavatina di Figaro (baritono) nella seconda scena del primo atto del Barbiere di Siviglia di Gioachino Rossini, con parole di Cesare Sterbini.
Egli si presenta come il tuttofare della città, oltre che come barbiere (infatti factotum proviene dal latino, che letteralmente significa "colui che fa qualunque cosa"), vantando la propria popolarità. Figaro afferma ciò perché a quel tempo i barbieri non si limitavano a tagliare barbe e capelli: esercitavano mansioni proprie oggi di mestieri anche molto diversi, come medico e dentista, e dato che per questi servizi frequentavano molte case potevano anche rendere alcuni servigi comunicativi e relazionali per i propri clienti.
Costituisce un pezzo di bravura per i baritoni, la cui tecnica è messa alla prova dai numerosi scioglilingua, tipici dell'opera buffa, ed è inoltre uno dei pezzi più celebri del repertorio operistico classico.
Il primo baritono a cantarla è stato Luigi Zamboni nel 1816. Altri grandi baritoni a cantarla sono stati Alfredo Costa (1905), Pasquale Amato, Giuseppe De Luca, Titta Ruffo, Giuseppe Danise, John Brownlee, Frank Valentino, Giuseppe Valdengo, Robert Merrill, Mario Sereni, Sherrill Milnes, Tito Gobbi, Hermann Prey, Angelo Romero, Leo Nucci, Thomas Hampson, Apollo Granforte, Dmitrij Chvorostovskij, John Rawnsley,  Gino Quilico, Franco Vassallo, Peter Mattei, Simon Keenlyside, quest'ultimo ha anche inserito l'aria nel suo album "Tales of Opera", Riccardo Stracciari nel doppio album Il barbiere di Siviglia (Columbia, QSOX. 36/37), Marco Stecchi (1962) (Nuova Enigmistica Tascabile, N. 415) per l'album Rossini – Il barbiere di Siviglia (Concert Hall, SMS 2762).

## Testo desunto dallo spartito
Largo al factotum della città. - Largo

Presto a bottega che l'alba è già. - Presto

Ah, che bel vivere, che bel piacere, che bel piacere

per un barbiere di qualità, di qualità!	
Oh, bravo Figaro!

Bravo, bravissimo! Bravo!	

Fortunatissimo per verità! Bravo!

Fortunatissimo per verità, fortunatissimo per verità!

Pronto a far tutto,

la notte e il giorno

sempre d'intorno in giro sta.

Miglior cuccagna per un barbiere,

vita più nobile, no, non si dà.

Rasori e pettini

lancette e forbici,

al mio comando	

tutto qui sta.	

Rasori e pettini

lancette e forbici,

al mio comando

tutto qui sta.

V'è la risorsa,	

poi, del mestiere

colla donnetta... col cavaliere...	

colla donnetta... col cavaliere...

che bel vivere.. che bel piacere! che bel piacere!

per un barbiere di qualità! di qualità!

Tutti mi chiedono, tutti mi vogliono,

donne, ragazzi, vecchi, fanciulle:

Qua la parrucca... Presto la barba...

Qua la sanguigna...

Presto il biglietto...	

tutti mi chiedono, tutti mi vogliono!
Qua la parrucca, presto la barba,

Presto il biglietto, ehi!
Figaro! Figaro! Figaro!, ecc.

Ahimè, Ahimè, che furia!

Ahimè, che folla!

Uno alla volta, per carità! per carità! per carità!	

uno alla volta, uno alla volta, uno alla volta, per carità! 

Ehi, Figaro! Son qua. x2 

Figaro qua, Figaro là, x2	

Figaro su, Figaro giù, x2 	

Pronto prontissimo son come il fulmine:	

sono il factotum della città.	

della città! della città! della città!	

Ah, bravo Figaro! Bravo, bravissimo;	

Fortunatissimo per verità,
Bravo Figaro! Bravo, bravissimo,
A te fortuna non mancherà!
Sono il factotum della città,
Sono il factotum della città,
Della città, della città...della città!

## Versione originale
Tralala-lalala-lalala-la
Largo al factotum della città, largo !
Tralala-lalala-lalala-la !
Presto a bottega che l'alba è già, presto !
Tralala-lalala-lalala-la !

Ah, che bel vivere, che bel piacere
Che bel piacere, per un barbiere di qualità, di qualità !

Ah, bravo Figaro! Bravo, bravissimo! Bravo !
Tralala-lalala-lalala-la !
Fortunatissimo per verità, bravo !
Tralala-lalala-lalala-la !

Fortunatissimo per verità ! (x2)
Tralalala, etc. !

Pronto a far tutto, la notte e il giorno
Sempre d'intorno in giro sta.
Miglior cuccagna per un barbiere,
Vita più nobile, no, non si dà.
Tralalala, etc. !

Rasori e pettini, lancette e forbici,
Al mio comando, tutto qui sta.
Rasori e pettini, lancette e forbici,
Al mio comando, tutto qui sta.

V'è la risorsa, poi, de mestiere
Colla donnetta... col cavaliere...
Colla donnetta... tralalalera
col cavaliere... tralalalalalalalala
La-la-la !

Ah, che bel vivere, che bel piacere
Che bel piacere, per un barbiere di qualità, di qualità

Tutti mi chiedono, tutti mi vogliono,
Donne, ragazzi, vecchi, fanciulle :
Qua la parrucca... Presto la barba...
Qua la sanguigna... Presto il biglietto...
Qua la parrucca, presto la barba,
Presto il biglietto... ehi!

Figaro! Figaro! Figaro!, etc.
Ahimè, che furia! Ahimè, che furia!
Uno alla volta, per carità! per carità! per carità!
Uno alla volta, uno alla volta, uno alla volta, per carità!

« Figaro! — Son qua.
— Ehi, Figaro! — Son qua. »
Figaro qua, Figaro là (x2)
Figaro su, Figaro giù (x2)

Pronto prontissimo son come il fulmine:
Sono il factotum della città
Della città (x3)

Ah, bravo Figaro! Bravo, bravissimo (x2)
Fortunatissimo, fortunatissimo, fortunatissimo per verità.

Tralalala, etc. !
A te fortuna, a te fortuna, a te fortuna non mancherà.
Sono il factotum della città (x2)
Della città (x3)

## Influenze nella cultura di massa
- Il cortometraggio umoristico di animazione Magical Maestro di Tex Avery (1952) è completamente strutturato su quest’aria di Figaro.
- Nel segmento La balena che voleva cantare all'Opera del Classico Disney Musica maestro, il protagonista Gianni, balena dalla voce di baritone (e anche basso e tenore), canta proprio l'aria di Figaro.
- Grace Kelly di Mika è basata sul Largo al factotum rossiniano, anche se l'autore ha (erroneamente) affermato di essersi ispirato alle Nozze di Figaro di Mozart.
- Il gruppo Elio e le Storie Tese ha riproposto una reinterpretazione di questo pezzo presentandola a molti suoi concerti e al Festival di Sanremo 2008 come brano fuori gara. La versione in studio è stata poi inclusa nella raccolta Gattini.
- Nel film Il tuttofare la cavatina Largo al factotum è la musica di commento della scena finale.[2]
- Nel cartoon di Tom e Jerry Il gatto sopra e il topo sotto, Tom canta su un palcoscenico la canzone Largo al Factotum.
- Nel cartoon di Gino il Pollo, Gino e gli X-Animals canta su Libertatia la canzone Che Bel Vivere.
- Nel film Innamorato pazzo di Adriano Celentano Celentano canta una serenata sulla base di Largo al Factotum.
- Nel film La corsa più pazza del mondo il pilota italiano Franco Bertollini (Raúl Juliá) canta parte del finale durante la corsa.
- Nel film Oscar - Un fidanzato per due figlie, i titoli di testa sono introdotti dal pezzo completo (con uno sfondo di finti pupazzi animati); inoltre alcuni brevi passaggi strumentali vengono suonati durante alcune scene.
- Nel film L'era glaciale - in rotta di collisione, Buck il furetto mentre combatte contro Gavin, Gertie e Roger (un trio di Dakotaraptor) per salvare un uovo di Triceratopo canta una versione con lui protagonista.